# 国境の町 (曲)
「国境の町」（こっきょうのまち）は、1934年（昭和9年）にポリドール（現：ユニバーサルミュージック）からSP盤で発売された東海林太郎の流行歌(歌謡曲)。
作詞：大木惇夫、作曲：阿部武雄。満州国境をイメージして作られたと『流行歌と映画てみる昭和時代Ⅱ』（p.6）にあるというが、満州のどこかははっきりしない。
東海林太郎は同年に発表した「赤城の子守唄」とあわせて、この曲で記録的なヒットを飛ばした。発表当時は1933年にデビュー間もない新人歌手であったが、これらの曲によって一躍ポリドールの専属歌手としての人気を上げ、その後も数々のヒット曲を続けて売り出していった。
後年もEPレコードやLPレコードによる再吹き込み盤がたびたび発売されるとともに、東海林はなつかしの歌声などの懐メロ番組で晩年まで幾度となくこの曲を歌い、戦前の懐メロの代表曲としてその名を知らしめた。